# Louis Sicard
Vous lisez un « bon article » labellisé en 2018.
Pour les articles homonymes, voir Sicard.
Louis Sicard est un céramiste, sculpteur et écrivain français, né le 21 janvier 1871 à Aubagne et mort dans la même ville le 26 ou le 28 juin 1946.
Appartenant au courant félibréen, il est célèbre pour avoir créé la première cigale en faïence en 1895. Il est reconnu pour ses connaissances techniques dans le fonctionnement des fours et la préparation des argiles. Il est pendant de longues années professeur de modelage et de tournage à l'école des garçons d'Aubagne (1901-1943) et enseignant à l'École des beaux-arts de Marseille (1924-1943). Il perd à plusieurs reprises les poursuites judiciaires engagées contre ses concurrents pour protéger ses modèles à la cigale. Ses deux fils, Georges (1904-1989) et Théo (1911-1970) prennent la succession de son atelier à sa mort. Sa sœur, Thérèse Neveu, fut une santonnière provençale réputée.

## Les débuts
Louis Marius Sicard naît le 21 janvier 1871 à Aubagne, dans l’atelier de son père, Léon Sicard (1826-vers 1900), dont la plus grande partie de l'activité professionnelle fut celle de fabricant de creuset. Louis Sicard apprend à tourner en 1883, utilisant les techniques de céramique pratiquées par son père. Il se fait rapidement remarquer par son talent de tourneur. En 1891, alors qu'il travaille au sein de l'atelier Magnat de Menton, la reine Victoria vient visiter l'atelier. Dans son émotion, Louis Sicard aurait malencontreusement envoyé une goutte de barbotine dans l'œil de la souveraine. Elle ne lui en aurait pas tenu rigueur et lui aurait fait donner 20 francs pour le remercier de sa démonstration, le laissant plus mort que vif (« en mi leissant pu mouert que viéu »). Selon les versions, le potier ou un camarade aurait alors fait cette réflexion : « À vingt francs par œil, que tu eusses bouché les deux, ils t'auraient donné quarante francs ! » (« A vint franc pèr uei, se l'aguèsses tapa lei dous, ti dounavon quaranto franc ! »),.

## La maturité

### Un technicien
De par son métier, Louis Sicard possède une connaissance approfondie du fonctionnement des fours : en 1897, il remporte le premier prix du concours de la Société des Architectes de Marseille, pour la maquette d'un grand four circulaire à flamme renversée. Durant l'année 1912, Louis Sicard se voit confier la mission d'étudier les gisements d'argile de Dieulefit et de rechercher les causes de l'infériorité de la production céramique du lieu. Il met au point un mélange d'argiles donnant des poteries plus réfractaires et peu poreuses et élabore un vernis sans plomb qui permet de remplacer l'alquifoux, un sulfure de plomb dangereux pour les ouvriers et les consommateurs.

### Un artiste aux multiples talents
En 1898, Louis Sicard obtient de la commune d'Aubagne une petite subvention de 100 francs pour suivre des cours du soir à l'École des beaux-arts de Marseille auprès d'Émile Aldebert. Il y suit des cours de modelage et de sculpture et y acquiert une grande habileté. Dès la fin de sa formation, Louis Sicard réalise plusieurs sujets inspirés de la Renaissance italienne ainsi que de nombreux portraits de commande de personnages de la bonne société régionale ou de personnalités d'envergure nationale. Le poète Elzéar Rougier décrit sa méthode de travail alors que le céramiste travaille pour l'Atelier Aubert à Aubagne : « Louis Sicard me montre ensuite ses portraits d'argile, qui sont une de ses spécialités. Ses médaillons ainsi que ses bustes, il semble les improviser ; au besoin, il se rend avec son paquet d'argile, la pâte créatrice, chez les modèles eux-mêmes et ne leur demande que trois ou quatre brèves séances de patience, de bonne grâce et surtout de naturel. Dans son atelier, il réalise ensuite à loisir une œuvre qui est la vraie vie. Et, précisément, je suis à regarder de plaisir, le buste aristocratique d'une jeune dame au col élancé, aux épaules délicates et charnues, coiffée en flammèche, suivant le dernier caprice de la mode qui en a de si jolis ; les yeux parlent, la bouche parle, les joues sont comme des fleurs qui s'épanouissent ; l'argile au teint devient de la chair féminine… ».
C'est en tant que sculpteur que Louis Sicard est représenté par David Dellepiane sur une affiche produite à l'occasion d'une exposition qu'il réalise en 1906. Françoise-Albane Beudon note à propos de cette affiche : « Louis Sicard est saisi dans le désordre de son atelier, modelant de ses doigts une porteuse d'eau. Au mur, quelques-unes des réalisations où il excellait : tambourins, cigales et médaillons. Saisi dans la fièvre de la création, son visage est puissamment rendu, avec la prunelle de ses yeux aussi noire que sa lavallière ».
Les talents de Louis Sicard lui font recevoir, vers 1895-1898, la commande d'une maquette en argile et en plâtre de six mètres sur huit mètres de la ville de Marseille sous Louis XIV, et au début des années 1910 une autre maquette ou un bas-relief représentant une portion de la côte marseillaise comprenant le Lazaret.
L'artiste céramiste développe aussi, seul, une pratique de l'écriture et du théâtre. Remarqué pour ses talents de conteurs, il écrit régulièrement dans le journal marseillais en provençal La Sartan sous divers pseudonymes ou sous son vrai nom (150 papiers). Sur un mur de l'atelier Aubert à Aubagne où il travaille en indépendant au tout début des années 1900, Louis Sicard écrit un distique remarqué par l'historien, poète et dramaturge provençaliste Elzéar Rougier : 
| « L'argiélo es dins lei man de l'ome Ce que l'ome es dins lei man de Dieù. » |  | L'argile est dans les mains de l'Homme Ce que l'Homme est dans les mains de Dieu. |

### Un personnage reconnu

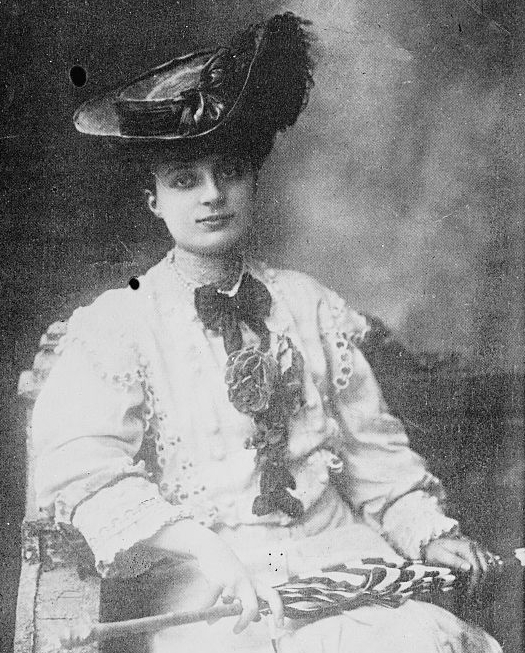
Anna de Noailles.

Le céramiste provençal donne des cours de modelage et de tournage de 1901 jusqu'en 1943 à l'école de garçons d'Aubagne. Ils sont reconnus comme obligatoire en 1929 par le Comité départemental de l'Enseignement technique pour l'apprentissage du métier de céramiste des jeunes de l'école. À partir de 1924 et jusqu'en 1943, il est nommé enseignant à l'École des Beaux-Arts de Marseille où il donne des cours de céramique.
Ses connaissances techniques, artistiques et sa fréquentation des milieux de l'art, sa production littéraire et son appartenance au courant félibréen, les cadeaux qu'il offre aux personnalités et les visites de celles-ci construisent et accroissent sa renommée. Il connaît l'acteur Raimu — qui lui achète un service de table —, le dramaturge Edmond Rostand, l'historien provençaliste Marcel Provence, l'inventeur et mécène Dominique Piazza… Il reçoit dans son atelier le préfet puis ministre Abraham Schrameck, Jean Jaurès à qui il offre deux objets avec cigale en 1909, mais aussi le Président Gaston Doumergue. Il reçoit en 1926 la visite de la Comtesse Anna Mathieu de Noailles qui l'aurait gratifié d'un « Monsieur, vous avez du printemps dans les mains » en le regardant tourner une amphore à motifs végétaux.

## Ateliers, productions céramiques et procédés techniques

### De l’atelier à l’«Usine»
Après avoir été accueilli successivement par Aubert jusqu'en 1906 ou 1910, par les frères Barielle jusqu'en 1914, par Albert de la Poussardière de 1918, date de sa démobilisation, à 1922, Louis Sicard loue la fabrique de Charles Remuzat. Il en fait l'acquisition en 1926 et se constitue en SARL avec ses enfants. Cet atelier familial, qu’on appela l’« Usine », se situe au no 2 boulevard Émile-Combes (anciennement rue du Rosier) à Aubagne. Tandis que Théo a la responsabilité de la partie artistique, son frère Georges est chargé des relations avec la presse ainsi que de la tenue des comptes de l’entreprise. D'autres ouvriers viennent y travailler plus ou moins régulièrement selon les nécessités et leurs spécialités.

### La fabrication
Les techniques de fabrication employées dans l'atelier sont décrites par le journaliste Jean Bazal dans un numéro spécial de la revue Sciences et Voyages de novembre 1941 qui remarque que la fabrication n'a pas changé et a pu observer la préparation de la pâte obtenue à partir d'argile rouge ou blanche, de carbonate de chaux, de dolomite, de silice. Les blocs d'argile obtenus sont séchés dans des godets de plâtre, puis pressés entre de gros disques de plâtre, cette matière absorbant l'humidité. L'argile est ensuite mise au pourrissoir où elle acquiert une plus grande plasticité. Elle est après cela malaxée à coups de maillets — c'est le « pastage » — pour la rendre homogène. Le four à cuire, alimenté en bois des garrigues voisines, reçoit les productions pour une première cuisson. Les objets sont alors décorés à la main avec des oxydes métalliques mélangés à des fondants, puis plongés dans un bain de vernis de silicate de plomb de couleur rose tendre. Celui-ci se vitrifie lors d'une deuxième cuisson, à 1 000 °C, et protège ainsi la décoration. Pour les objets produits en grande série comme les cigales, Louis Sicard utilise la technique du coulage, au côté de l'estampage et du tournage.

### La production céramique
La production de l'atelier de Louis Sicard est d'une très grande richesse. Outre, des portraits en terre, il y est produit des santons en faïence stannifère au grand feu dont les modèles sont pour partie élaborés par Thérèse Neveu, des objets publicitaires tels que des objets avec une cigale, une variation sur le thème de Mireille l'Arlésienne portant un panier de figues offert par la liqueur La Figatine à ses concessionnaires, des objets commémoratifs tels que des portraits du tsar Nicolas II et de son épouse à l'occasion de la conclusion de l'alliance franco-russe de 1892. La diversité de la vaisselle est élevée : services à thé et à café, gargoulettes, légumiers, service à œuf, vases, plats et assiettes de formes diverses, salières, bonbonnières, cendriers, presse-papiers, serre-livres, amphores décoratives, pieds de lampes électriques, paniers, tirelires, etc. Plusieurs pièces sont produites selon les thématiques de l'Art nouveau. Les décors peints sont très fréquents : ils sont humoristiques, figurent des poissons, des santons, des fleurs, des paysages. Sur ces divers produits, à l'exception des plats et assiettes, la cigale, signature de Louis Sicard, est souvent représentée sous la forme d'une applique.

### Les tribulations de la cigale
En 1895, à Aubagne, alors que Louis Sicard travaille dans l'atelier de Siméon Aubert, la Société générale des Tuileries de Marseille ou la Tuilerie de Berre indépendante selon les versions demande au jeune aubagnais la création d’un cadeau d’entreprise symbolisant la Provence à offrir en étrennes aux clients. Inspiré par les poètes du Félibrige pour qui la cigale est un emblème, l'artiste élabore un presse-papier en faïence présentant une cigale posée sur un rameau d’olivier. Il le signe de la devise imaginée par Frédéric Mistral : « Lou Souleù mi fa canta » (« Le Soleil me fait chanter »),. Le céramiste développe très rapidement la figure de l'insecte en une large gamme d'objets : cigale porte-bouquet, vase, assiette, cendrier, marmite, bonbonnière avec cigale, etc.. À partir de 1921, Louis Sicard dépose à plusieurs reprises une partie de ses modèles auprès du greffe du Tribunal de Prud'Homme pour les faire enregistrer. Ces dépôts très tardifs par rapport à l'invention du motif sont à chaque fois annulés. Les procès intentés par l'homme de l'art tout au long des années 1920 contre ses concurrents qui reprennent le motif, se terminent toujours en sa défaveur malgré des preuves évidentes de copie. Le félibre Paul Ruat dans Le Petit Provençal du 30 octobre 1923 rapporte que les articles de Louis Sicard ne peuvent suffire à la demande et « ont été imités par des fabricants de Vallauris, de Saxe, de Copenhague et d'ailleurs. Il va sans dire que plus on s'éloigne d'Aubagne, moins la vraisemblance des cigales est exacte. Actuellement, il est peu de familles provençales, peu d'étrangers ayant visité la Provence, qui n'ait sur leur cheminée, quelque souvenir en cigales de faïence ». La cigale est devenue synonyme de la Provence. La cigale subit un désintérêt à partir des années 1960 jusqu'à la fin des années 1980 où des collectionneurs commencent à s'y intéresser. La cigale redevient alors un modèle caractéristique de la bimbeloterie kitsch pour clientèle touristique,,,.

## Postérité

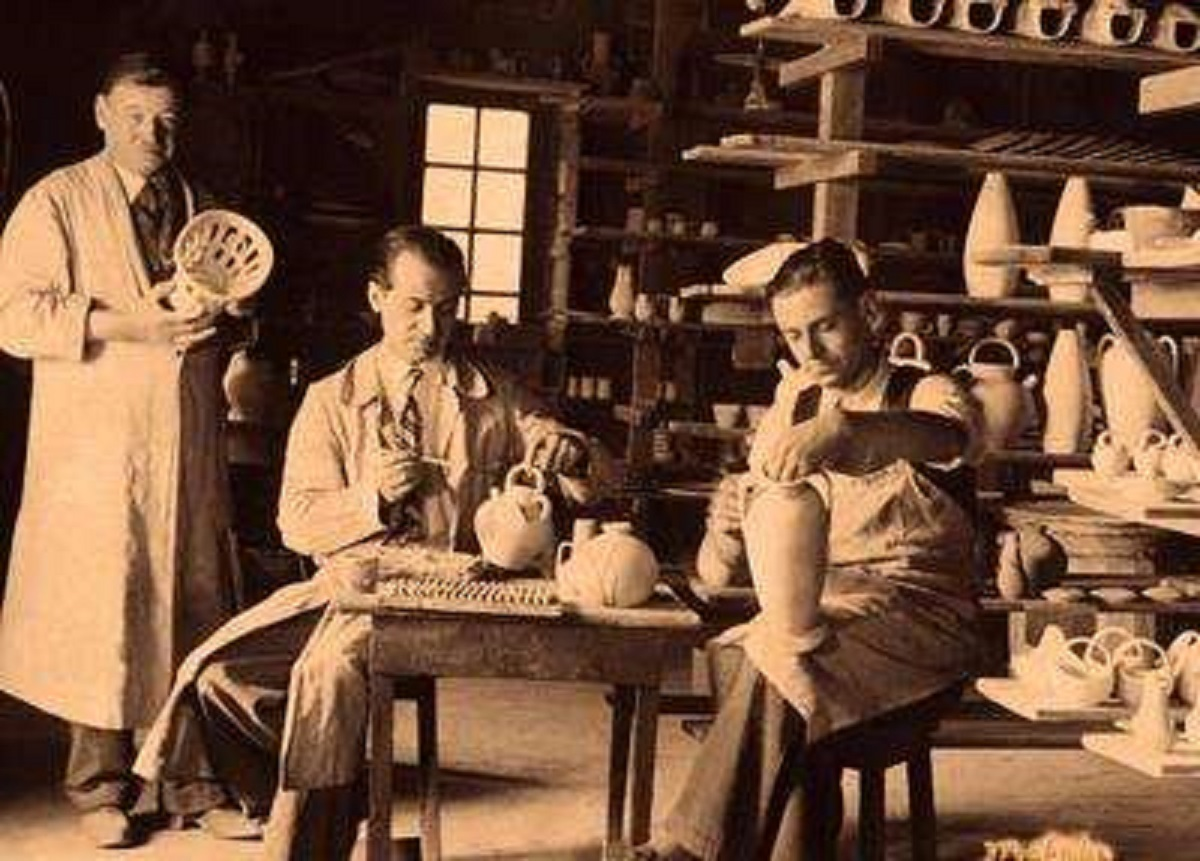
Louis Sicard avec ses deux fils, Théo et Georges à l'Usine, carte postale des années 1930.

Durant la Seconde Guerre mondiale, Louis Sicard est atteint d'une hémiplégie du côté gauche qui ne lui permet de pratiquer son art qu'avec difficulté. Il meurt le 28 juin 1946, peu de temps avant sa sœur Thérèse Neveu, santonnière provençale réputée,.
Théo (1911-1970), le fils cadet, suit le chemin tracé par son père dans l'atelier familial dont il prend la succession à sa mort. Il est un tourneur virtuose, un très bon technicien et un excellent décorateur. Dès 1943, il prend également la place de son père pour assurer les enseignements aux Beaux-Arts de Marseille. Très inspiré par l’art contemporain, il ajoute une touche moderne dans sa contribution à l’œuvre de Sicard. Son frère aîné, Georges (1904-1989), est quant à lui un homme de lettres et un grand amateur de théâtre. Cependant, il joue un rôle important à l’Usine en assurant la direction administrative et financière de l’entreprise. Christian (1930-1993), fils de Georges et petit-fils de Louis, devint décorateur à l’Usine. Son intérêt pour le dessin l’amène à développer des produits personnels comme des farandoles et des plats à décor cloisonnés, dans la voie ouverte par son oncle.
Après la mort de Théo, Georges Sicard décide en 1976 de transmettre l’Usine à des amis de la famille, Raymond et Sylvette Amy qui perpétuent les productions de Louis Sicard. Au début des années 2000, l'atelier, toujours tenu par la famille Amy, est connu outre-Atlantique pour sa production de santons et de cigales en terre cuite.
Près de 900 œuvres produites par l'atelier Sicard entre 1895 et 1972 sont présentées lors d'une exposition, Un Été de Faïence : l’atelier Sicard 1895-1972, tenue à Aubagne du 6 juillet au 9 septembre 2012. Un catalogue d'exposition est édité à cette occasion.

### Filmographie
- [vidéo]  [vidéo] « Témoignage de Jeanne Sicard, épouse du céramiste d’art Théo Sicard » : « durée 14 min », 2011, Aubagne, ATN Aubagne, LA3M UMR 7298 (CNRS)Documentaire.